# Keosauqua
Keosauqua [ˌkiːəˈsɔːkwə] är administrativ huvudort i Van Buren County i Iowa. Vid 2010 års folkräkning hade Keosauqua 1 006 invånare.